# 奧爾德姆縣 (肯塔基州)
奧爾德姆縣（英語：Oldham County）是美国肯塔基州北部的一個郡，北隔俄亥俄河與印第安納州相望，面積509方公里。根據2020年美國人口普查，共有人口67,607人。縣治拉格蘭奇（La Grange）。該縣成立於1823年12月15日，縣名紀念死於與邁阿密人交戰中的軍人威廉·奧爾德姆（William Oldham，1753–1791）。
2005年1月以前為一禁酒的縣，目前的規定是：座位達一百座而營業額最少有70%來自食品的餐廳方可出售含酒精飲料。